# Илинка Марић
Илинка Марић је рођена 10. маја 1923. године у Будимпешти (Мађарска). Од своје четврте године живи и ради у Београду (Србија). Завршила је Музичку Академију, одсек виолине и након тога била члан Београдске Филхармоније. Сем тога бавила се и педагошким радом као професор виолине у музичкој школи Корнелије Станковић у Београду до одласка у пензију.